# Majerjev graben
Majerjev graben je potok, ki teče po Ljubljanskem barju. Zahodno od naselja Kamnik pod Krimom se kot desni pritok izliva v Ljubljanico.